# والنتینا کوگان
والنتینا کوگان (انگلیسی: Valentina Kogan؛ ۱۹ مارس ۱۹۸۰) دروازه‌بان هندبال اهل آرژانتین است. او اکنون برای تیم ویلو و تیم ملی آرژانتین بازی می‌کند و در مسابقات قهرمانی جهان هندبال زنان ۲۰۱۱ در برزیل نیز شرکت کرده است.

## زندگی‌نامه
والنتینا کوگان از ۱۰ سالگی به دیابت مبتلا بوده است و از ۱۵ سالگی به گیاه‌خواری روی آورده است. او فعالیت در ورزش هندبال را در زمانی آغاز کرد که در مقطع متوسطه در کالج تاربوت، که یک مدرسهٔ خصوصی یهودی دارای برنامهٔ آموزشی سه‌زبانه بود، مشغول به تحصیل بود. کوگان در دانشگاه سان آندرس در رشتهٔ روابط بین‌الملل تحصیل کرده است و از سال ۲۰۱۳ با کارولینا ریگر ازدواج کرده است. او و همسرش در انتظار فرزندان دوقلوی خود هستند که از طریق درون‌کاشت مصنوعی زاده خواهند شد.

## فعالیت حرفه‌ای
کوگان از سال ۲۰۰۲ تا ۲۰۰۵ به‌طور حرفه‌ای برای تیم ویسار گویا کوپرت در اسپانیا بازی کرده است. او علاوه بر این مدیریت شرکت کلاب دو کوردورس را نیز بر عهده دارد که به سازمان‌دهی رویدادهای ماراتون و مسابقات خارج از سالن می‌پردازد.
او به‌عنوان دروازه‌بان تیم ملی آرژانتین موفق به کسب مدال نقره در سه رویداد بازی‌های پان امریکن (سانتو دومینگو ۲۰۰۳، گوادالاخارا ۲۰۱۱ و تورنتو ۲۰۱۵)، مدال برنز در مسابقات قهرمانی هندبال زنان پان امریکن (سانتو دومینگو ۲۰۰۷)، و یک مدال برنز در بازی‌های پان امریکن ۲۰۰۷ شده است. این تیم در سال ۲۰۰۹ با شکست برزیل مدال طلای مسابقات قهرمانی پان امریکن را از آن خود کرد. او همچنین در بازی‌های آمریکای جنوبی ۲۰۱۰ که در مدئین، کلمبیا برگزار شد، مدال طلا را کسب کرد.
کوگان پس از بازی‌های المپیک تابستانی ۲۰۱۶ و پس از نخستین حضور آرژانتین در مسابقات هندبال زنان در بازی‌های المپیک، از تیم ملی آرژانتین بازنشسته شد و به حضور ۱۸ سالهٔ خود در سطح مسابقات بین‌المللی پایان داد.

### دستاوردهای انفرادی
- بهترین دروازه‌بان:
  - بازی‌های پان امریکن ۲۰۱۵